# Philipp Meran
Philipp Meran (* 12. Dezember 1926 in Csákberény, Ungarn; † 2. April 2021) war ein österreichischer Museumsdirektor und Schriftsteller.

## Leben
Philipp Meran, ein Ururenkel Erzherzog Johanns, wuchs auf dem Familienbesitz der Grafen von Meran Schloss Csákberény nahe Székesfehérvár (Stuhlweißenburg) in Ungarn auf. Die Familie hatte 1920 die ungarische Staatsbürgerschaft angenommen. Die Matura absolvierte er am Pius-Internat in Pécs. 
Einschneidend für seine Familie wurde das Jahr 1944, als sie aus Ungarn fliehen musste. Nach dem Zweiten Weltkrieg wurde die Familie im Jahr 1948 endgültig aus ihrer Heimat vertrieben. Seit 1949 lebte er in Graz und wurde Angestellter des von seinem Urgroßvater gegründeten Landesmuseums Joanneum, dessen jagdkundliche Sammlung er aufbaute. Von 1952 bis 1991 war er Leiter des Jagdmuseums im Schloss Eggenberg, einer Abteilung des Joanneums. Das Jagdmuseum befindet sich seit 1997 in Schloss Stainz.
Ab 1976 hat Philipp Meran etwa 20 Bücher mit Jagderzählungen im Stil Friedrich von Gagerns sowie Jagdsachbücher veröffentlicht. Er gilt als meistgelesener deutschsprachiger Jagdschriftsteller der Gegenwart. Mit Winterfuchs und Schnepfenstrich vereinte er Jagd, Naturbeobachtung, die Familiengeschichte mit der Flucht vor den Kommunisten und dem Neuanfang in Österreich und auch zeitkritische Betrachtungen in einer 2015 veröffentlichten Erzählung.

## Auszeichnungen
- 1986 Großes Goldenes Ehrenzeichen des Landes Steiermark
- 1991 Berufstitel Professor